# Вербівка (Оратівська селищна громада)
Вербі́вка — село в Україні, в Оратівській селищній громаді Вінницького району Вінницької області. Розташоване на обох берегах річки Роська (притока Росі) за 20 км на північний захід від смт Оратів. Населення становить 248 осіб (станом на 1 січня 2018 р.).

## Історія
12 червня 2020 року, відповідно розпорядження Кабінету Міністрів України № 707-р «Про визначення адміністративних центрів та затвердження територій територіальних громад Вінницької області», село увійшло до складу Оратівської селищної громади.
19 липня 2020 року, в результаті адміністративно-територіальної реформи та ліквідації Оратівського району, село увійшло до складу Вінницького району.

## Пам'ятки
У центрі села знаходиться ботанічна пам'ятка природи місцевого значення Вербівський парк.

## Населення

### Мова
Розподіл населення за рідною мовою за даними перепису 2001 року:
| Мова       | Кількість | Відсоток |
| ---------- | --------- | -------- |
| українська | 423       | 98.37%   |
| російська  | 5         | 1.16%    |
| білоруська | 2         | 0.47%    |
| Усього     | 430       | 100%     |

## Відомі люди
- Кващук Анатолій Гурійович (* 1923) — український мовознавець.

## Галерея

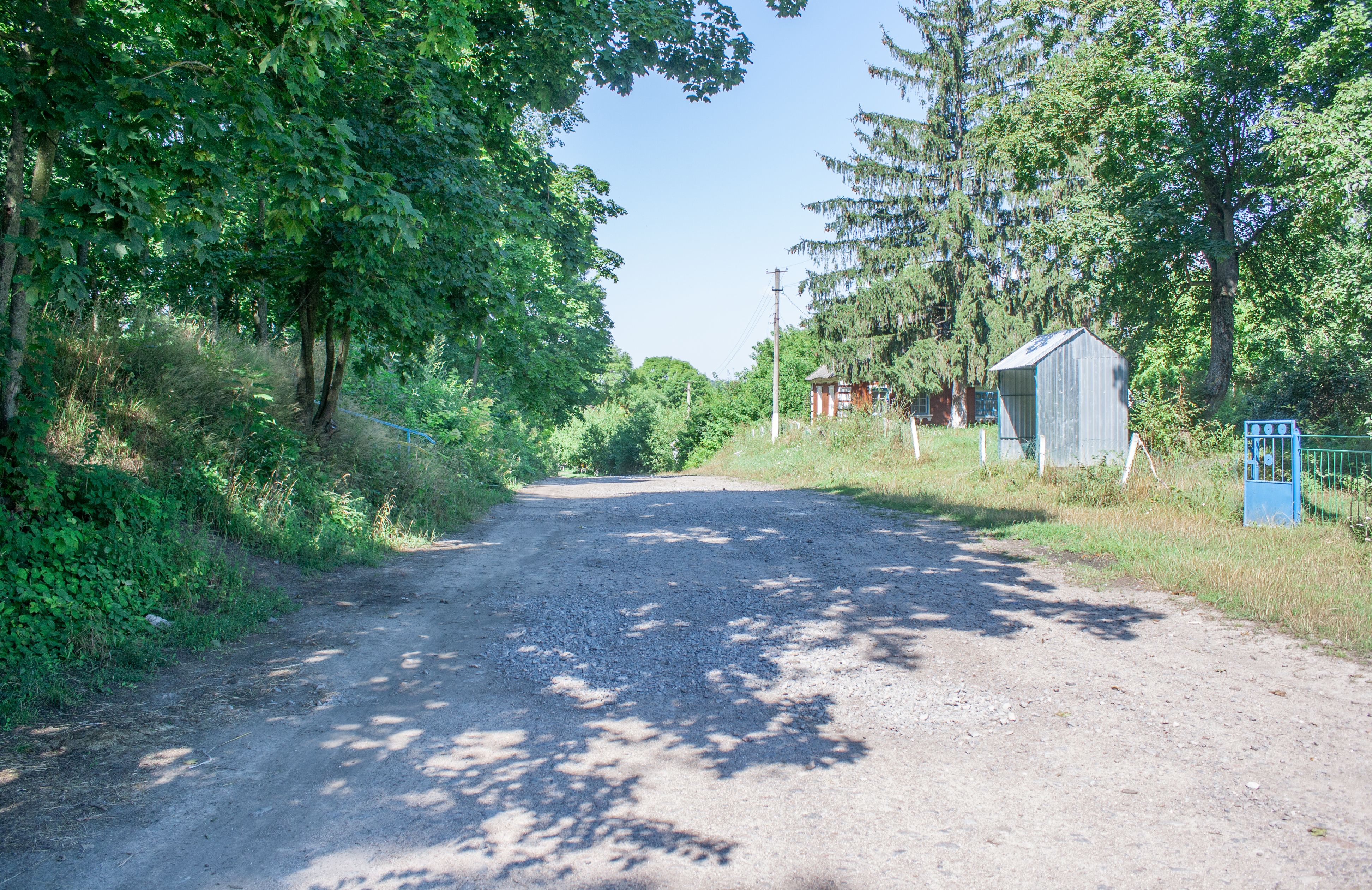
Вулиця
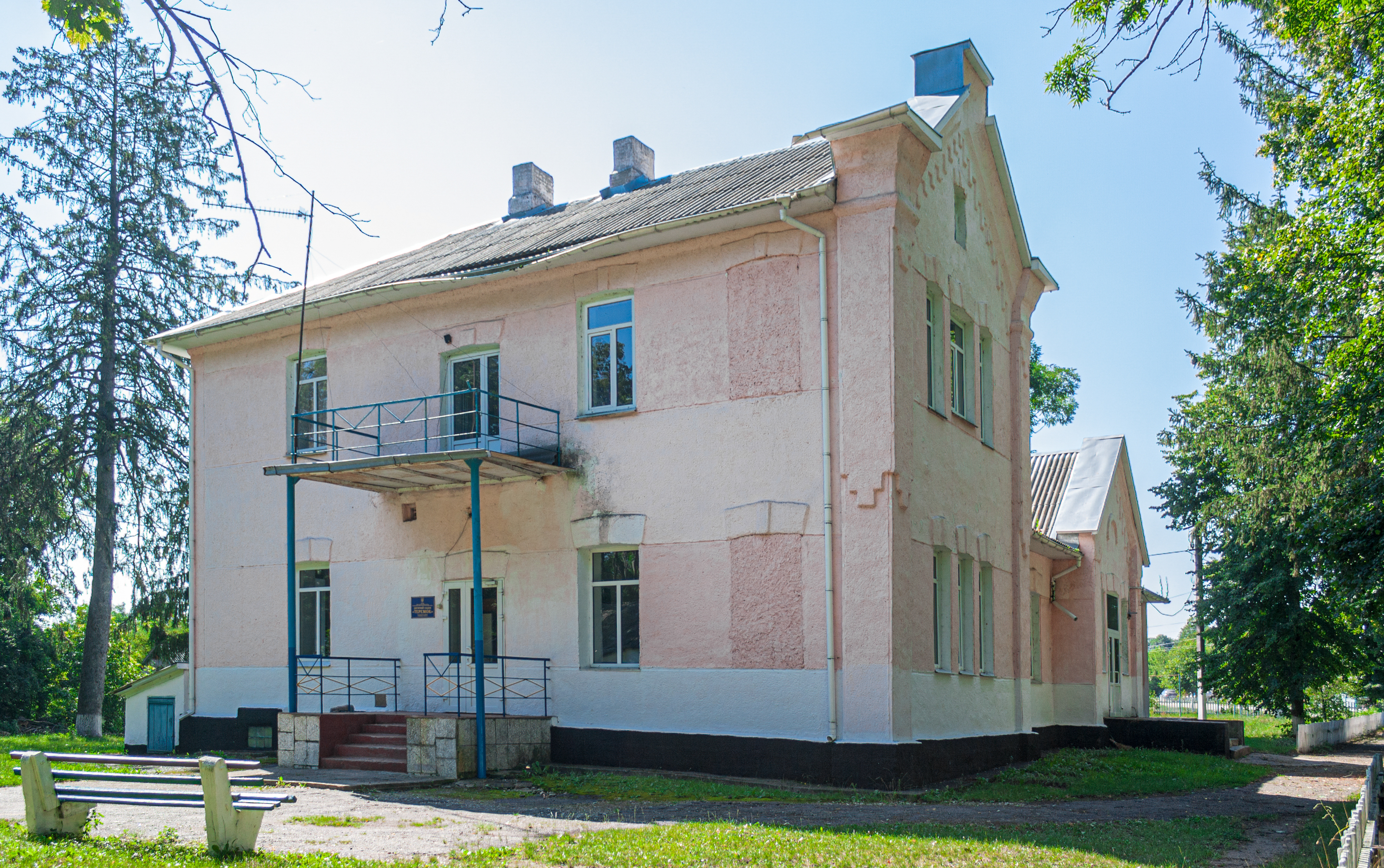
Дитсадок (колишня панська садиба XIX ст.)
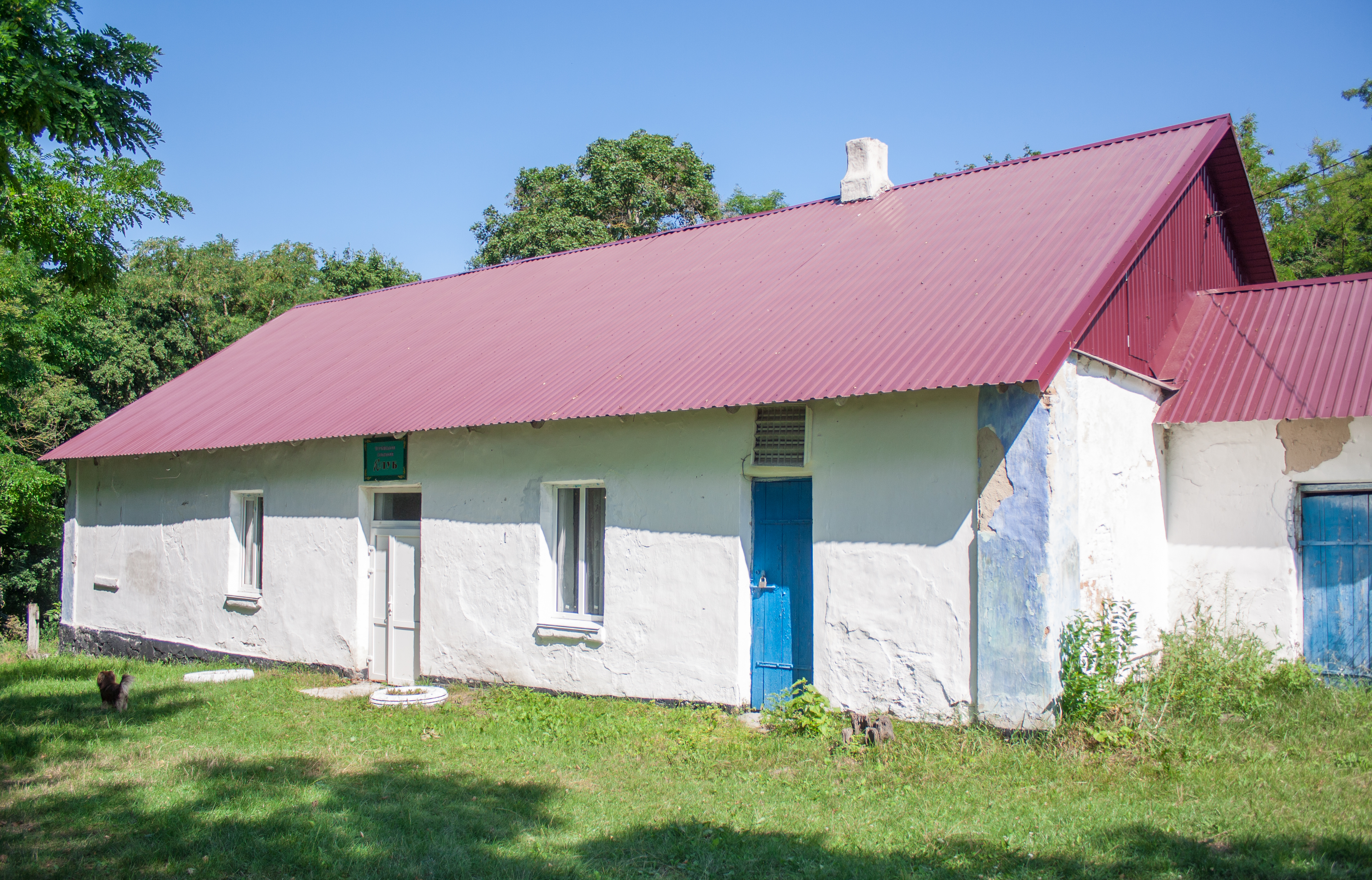
Клуб
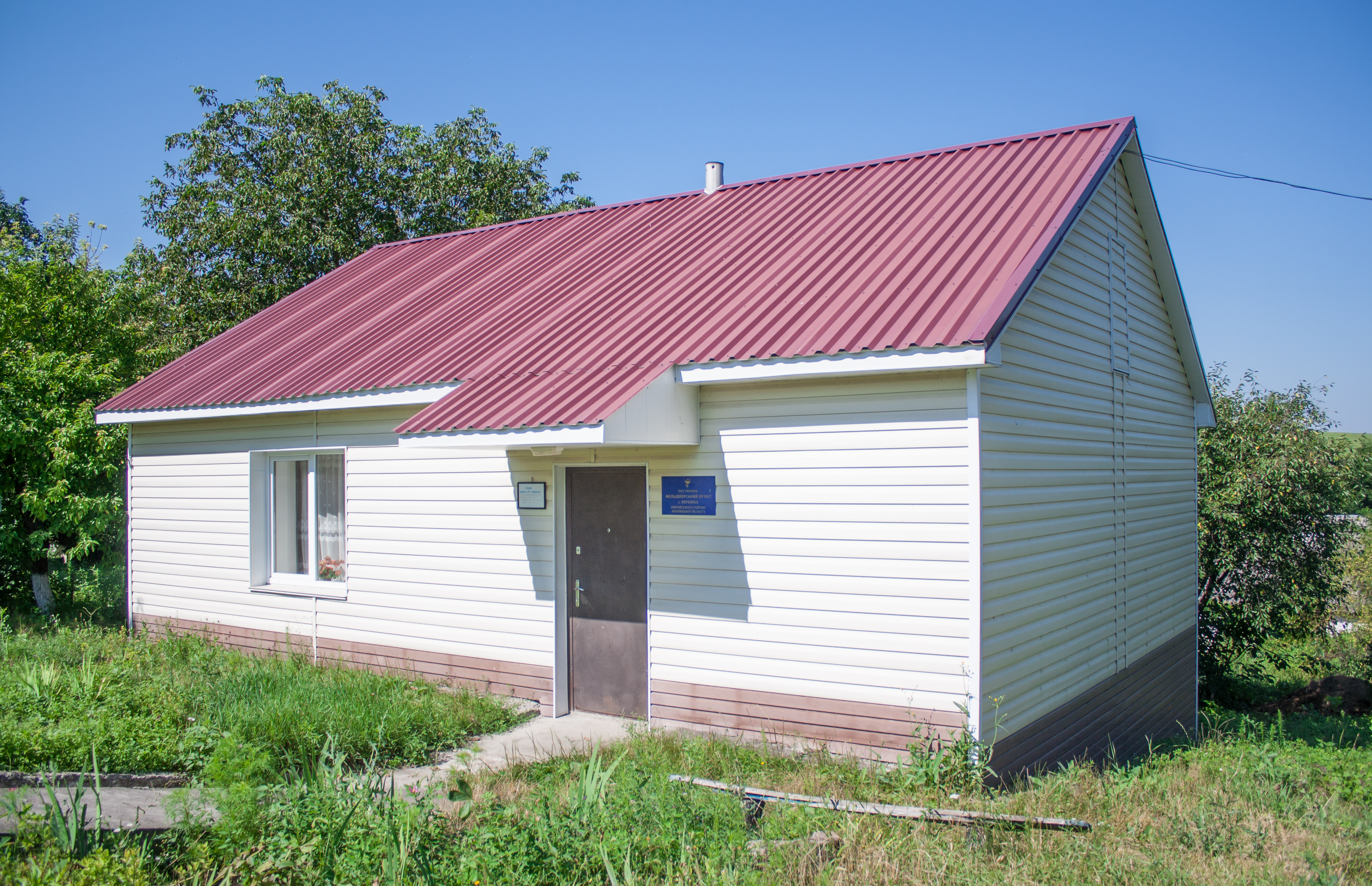
Фельдшерський пункт
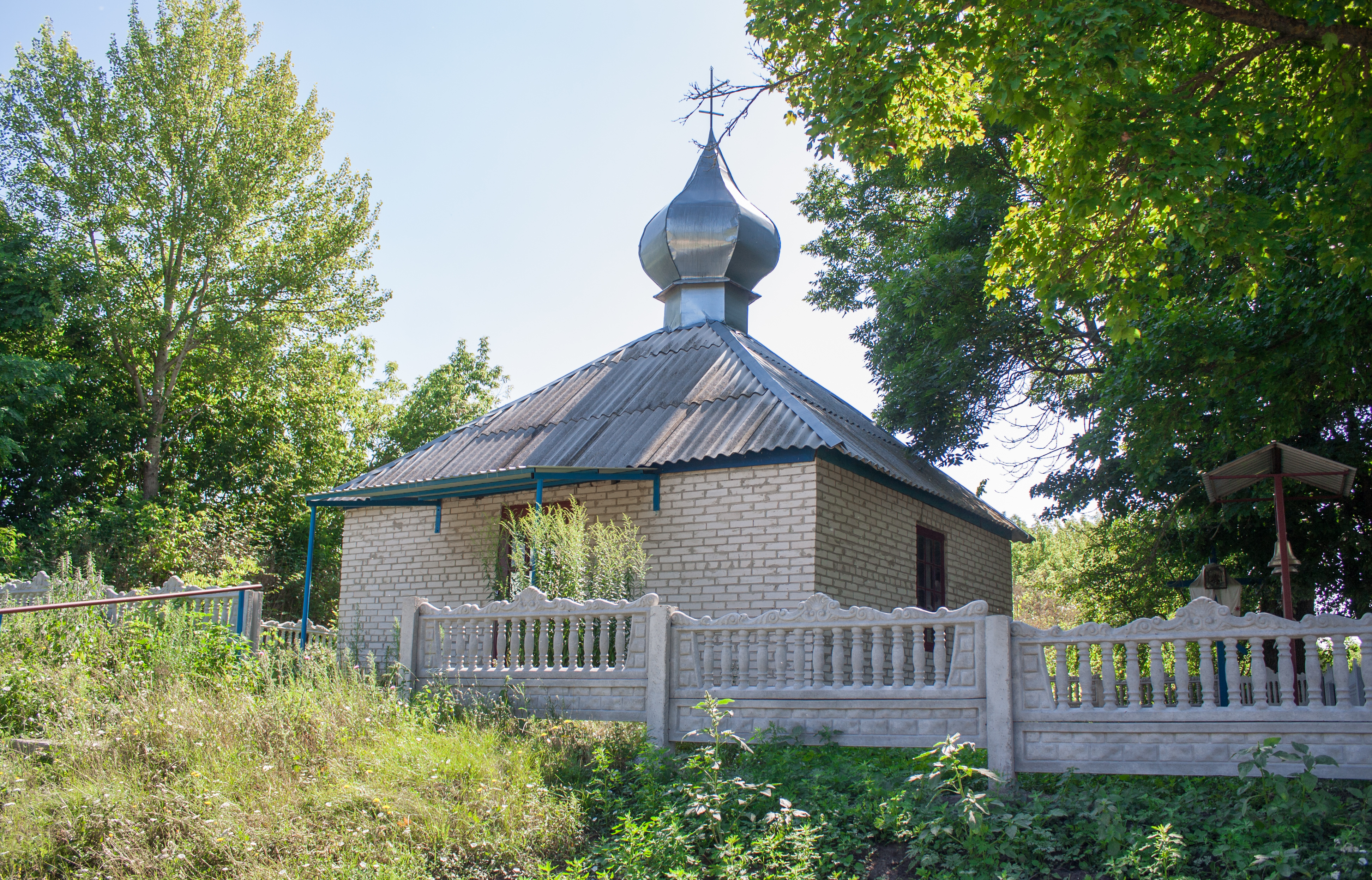
Церква
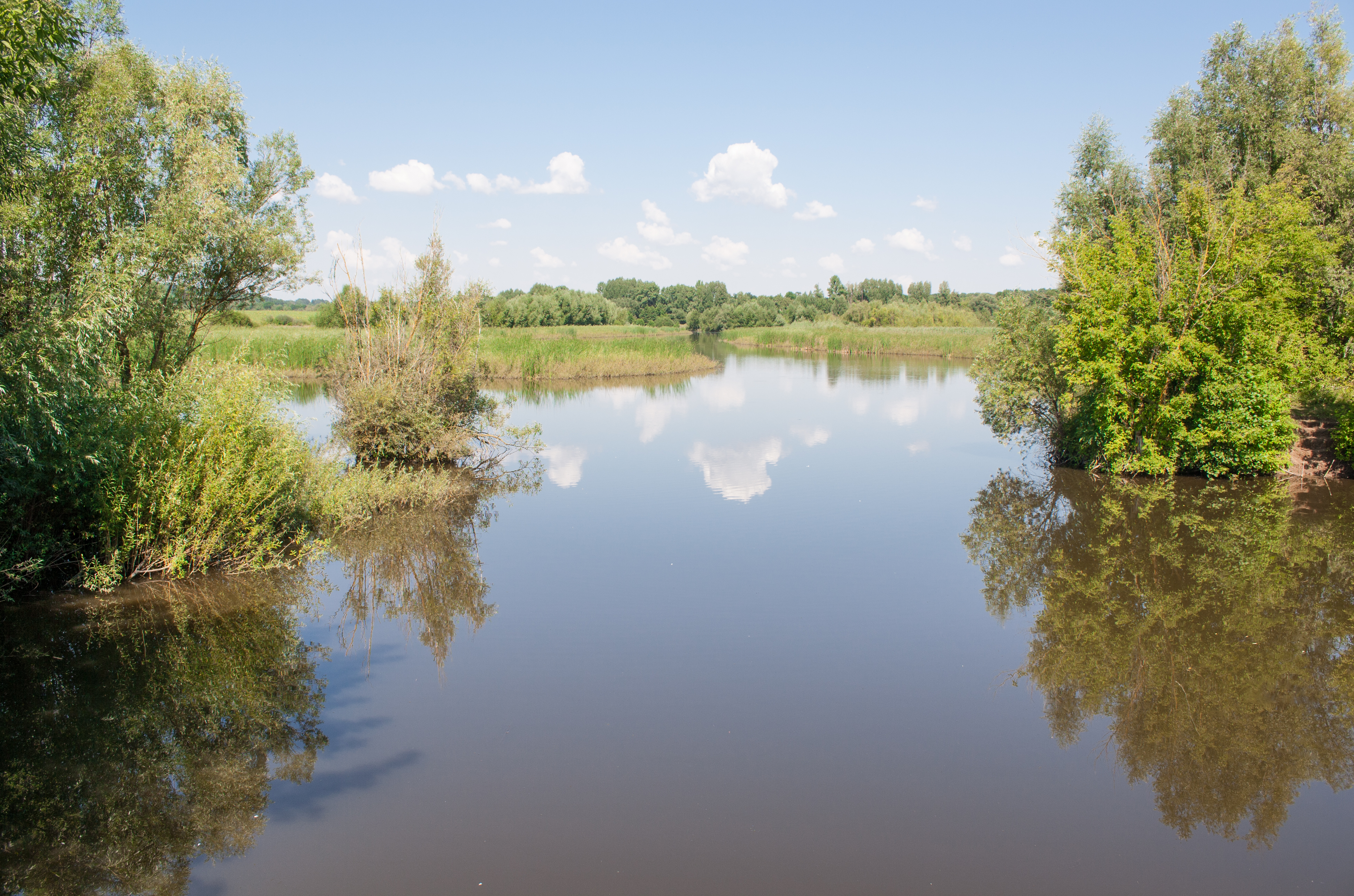
Річка Роська
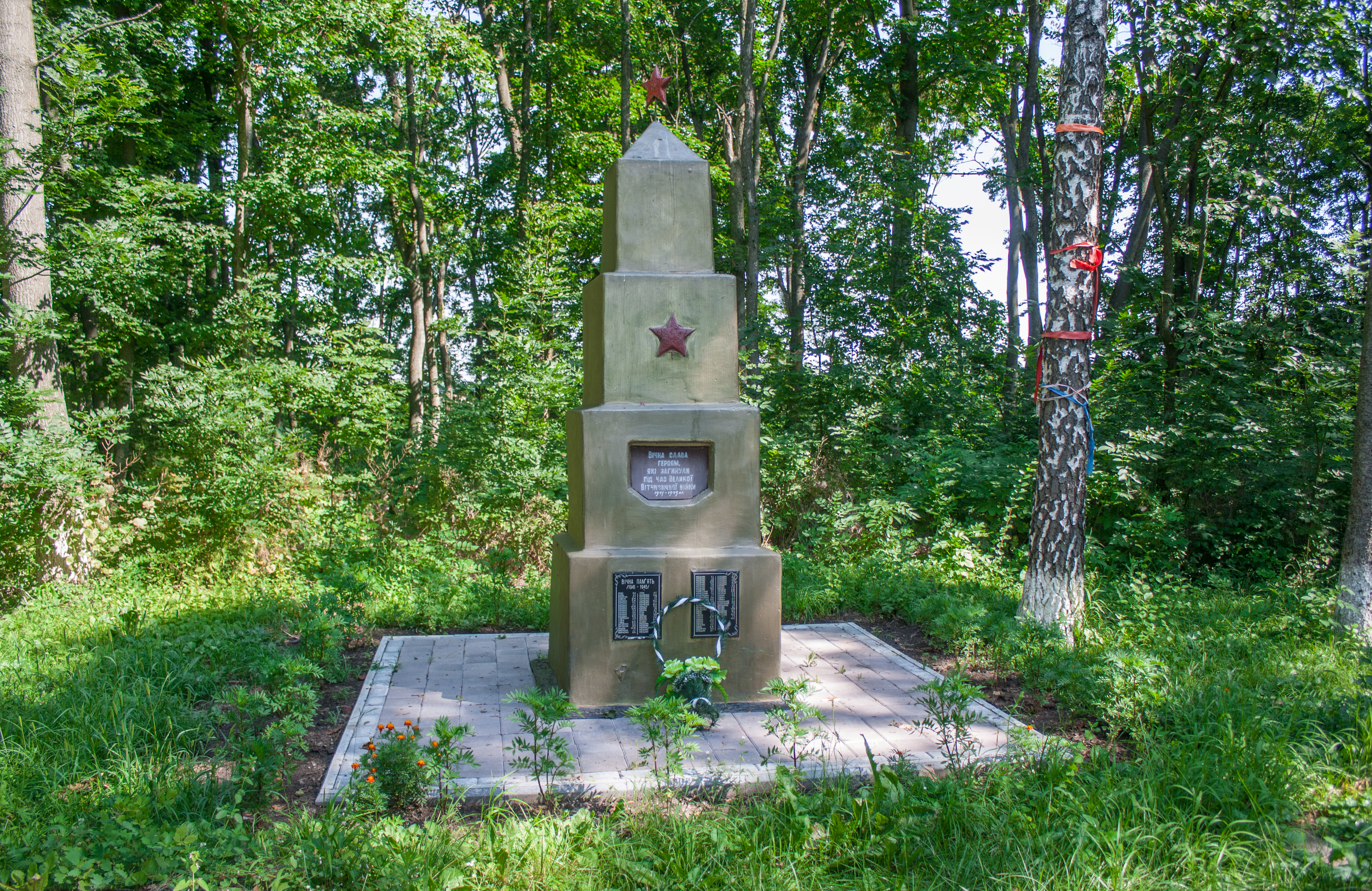
Пам'ятник воїнам-односельчанам
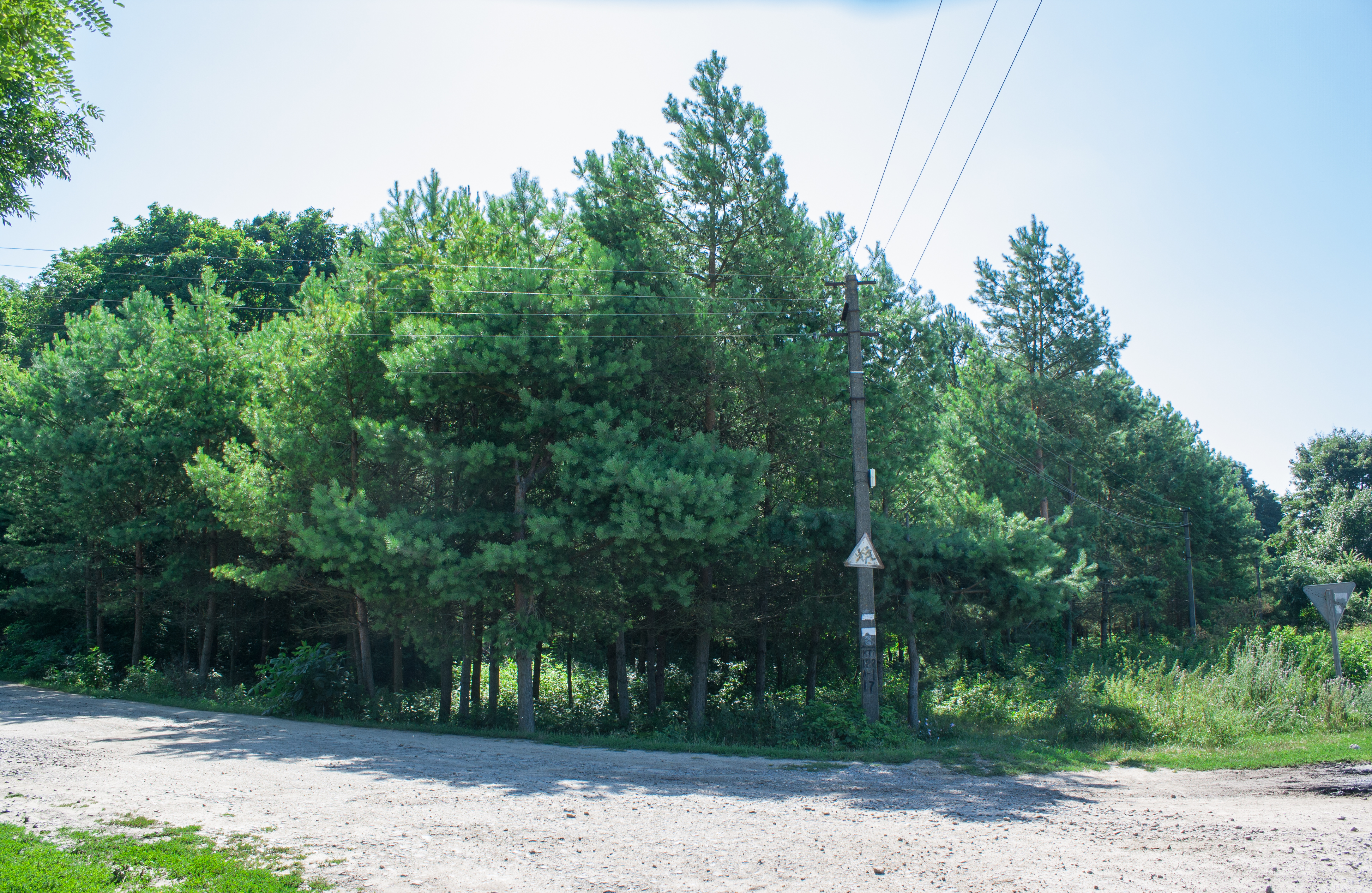
Парк